# Музей истории и Трудовой славы Ухтомского вертолётного завода имени Н. И. Камова
Музей истории и Трудовой славы Ухтомского вертолетного завода имени Н. И. Камова — музей посвящён истории создания и развития вертолётов «Камов». Является самостоятельным научно-техническим подразделением предприятия. Музей создан по инициативе ветеранов авиации и вертолётостроения, открыт в День Авиации 18 августа 1972 года.
Этот музей создавался по инициативе и активном участии группы ветеранов авиации и вер-толётостроения. В частности, в неё входили лётчик-испытатель Карпов В.А., инженер-конструктор Морозов B.C., заместитель Главного конструктора Купфер М.А, начальник отдела кадров Горшенин М.И, начальник модельной мастерской Безобразов М.К., начальник сборочного цеха Зейгман A.M., лётчик Сорокин П.И. Место расположения самого завода является историческим - это Ухтомский аэродром. Здесь с 1930 года совершали полёты первые винтокрылые аппараты страны. 14-го августа 1932 года А.М Черемухиным на первом экспериментальном вертолёте ЦАГИ 1-ЭА был установлен мировой рекорд. Вертолёт поднялся на высоту 605 метров. В 1940-м здесь организованы ОКБ и авиазавод под руководством Николая Камова по выпуску автожиров А-7 (его заместителем был назначен Михаил Миль). Данное событие как раз и ознаменовало начало развития отечественного вертолётостроения.
До 1975 года музейная площадь составляла всего 25 м² (это была комната на 5-м этаже). К 20-летию Победы сам этаж был достроен и после оформления новых экспозиций Главный конструктор С.В Михеев открыл три зала.
Музей фирмы является самостоятельным научно-техническим и просветительным подразделением предприятия. В 1983 году ему было присвоено звание "Народный". В настоящее время в трёх залах музея на площади более 200 м² размещены исторические материалы и экспозиции, посвященные развитию вертолётостроения на фирме «Камов». Модели вертолётов, винтокрылов, аэросаней, макет кабины "Чёрной акулы", сверхлёгкого вертолёта "Оса", панно и минидиорамы, колонки вертолётов Ка-8, Ка-15, лопасти из композиционных материалов, а также данные о создателях винтокрылых машин и испытателях наглядно отражают достижения вертолётостроителей.
Созданная богатая экспозиция отражается в видеофильмах и на передвижных выставках, а также в музеях ВВС, ЦДАиК, школ, институтов, учебных центров.
В музее проводятся обзорные и тематические экскурсии по заявкам. Семинары, встречи и другие мероприятия посвящаются юбилейным датам, выдающимся деятелям и ветераном фирмы «Камов» и отечественной авиации.
Музей сохраняет в истории и пропагандирует достижения предприятия, его роль и место в развитии отечественной авиационной техники, а также способствует привлечению и воспитанию новых поколений вертолётостроителей.
Народный музей Истории и Трудовой славы ОАО «Камов» является членом Ассоциации музеев авиационных предприятий и входит в состав Ассоциации научно-технических музеев Российского Комитета Международного Совета музеев (ICOM).
В 2018 году музей был закрыт.

## Экспозиция музея
Экспозиция развёрнута в трёх залах площадью более 300 м², в ней собраны материалы о конструкторах и испытателях. Представлены макет кабины Ка-52, модель сверхлёгкого вертолёта Ка-56 «Оса», модели других вертолётов, винтокрылов и аэросаней, колонки несущих винтов Ка-8 и Ка-15 и лопасти, изготовленные из композитных материалов. Есть панно и минидиорамы.

## Источник
- http://prowars.ru/ALL_OUT/AiKOut09/UVZMuz/UVZMuz001.htm